# 103 f.Kr.

## Händelser

### Efter plats

#### Romerska republiken
- Tryphon och Athenion leder det andra slavkriget på Sicilien.

#### Judeen
- Alexander Jannaios efterträder sin bror Aristobulos I som kung av Judeen.